# Bernard Hinault
Bernard Hinault (Yffiniac, 14 november 1954), bijgenaamd le Blaireau of de Das, is een Frans voormalig wielrenner. Hij wordt gezien als de beste wielrenner van zijn generatie. Hinault behaalde in totaal 237 zeges op de weg. Hij is vijfvoudig winnaar van de Ronde van Frankrijk (1978, 1979, 1981, 1982, 1985).

## Biografie
Hinault is ongetwijfeld een der sterkste en veelzijdigste renners uit de geschiedenis. Hij was de beste tijdrijder van zijn generatie en kon bergop en zelfs in de sprint de specialisten verslaan.
Zijn veelzijdigheid blijkt uit het aantal grote ronden én wielerklassiekers waarin hij zegevierde. Hinault was na Jacques Anquetil en Eddy Merckx de derde renner die de Ronde van Frankrijk vijfmaal wist te winnen. Deze prestatie werd nadien alleen nog geëvenaard door Miguel Indurain.
Daarnaast won Hinault driemaal de Ronde van Italië en tweemaal de Ronde van Spanje. Hinault is bovendien een van de weinige renners die de Rondes van Italië en Frankrijk in één seizoen won. Hij deed dat zelfs tweemaal, in 1982 en in 1985.
Evenzo prijkt zijn naam meerdere malen op de erelijst van de Waalse Pijl, Luik-Bastenaken-Luik en de Ronde van Lombardije. Hinault had een uitgesproken hekel aan de kasseien van Parijs-Roubaix, maar ook in die prestigieuze koers zegevierde hij in 1981.
Hinault kwam op voor een rechtvaardige behandeling van de renners en legde bij conflicten met groot gezag de koers stil. Dan kwamen de mannen lopend over de finish of ze gingen later of helemaal niet van start. Hij werd daarvoor door zijn maten gerespecteerd, bewonderd en gevreesd.
Op 14 november 1986 beëindigde Hinault zijn sportieve loopbaan. Hinault maakt sinds jaren deel uit van het organisatiecomité van de Ronde van Frankrijk.

## Bijnaam
Hinaults bijnaam luidde Le Blaireau, hetgeen door Nederlandse (maar ook andere niet-Franstalige) sportcommentatoren steevast werd vertaald met De Das. Dassen zijn veelvraten en Hinault was dat - in de traditie van Eddy Merckx - ook, maar de Fransen bedoelden met Le Blaireau echter dat hij een knorrig mens was en dat was nog dichter bij de waarheid, want dassen knorren. De onder zijn licentie vervaardigde wieleraccessoires waaronder midden jaren 80 zadels van het Italiaanse merk Turbo, vertonen dan ook een logo van het dier. Een alternatieve uitleg is dat blaireau scheerkwast betekent, want Hinault had in het begin van zijn carrière vaak een zweetband om zijn hoofd zodat zijn haar er als een scheerkwast bovenuit stak. Deze connotatie ontbreekt in het Nederlands. Evenwel: echte scheerkwasten worden gemaakt van dassenhaar.
Tevens: in de Franse wielersport van de jaren zeventig had de term 'das' niet de ongunstige betekenis die we vandaag kennen en werd bij trainingen zelfs regelmatig gebezigd. 'Kom op dassen, laten we de hendels vastschroeven', zeiden ze, wanneer het tijd werd om gas te geven. Toch was het woord enigszins uit de mode geraakt toen Michel LeDenmat, een andere Bretonse coureur, uit bewondering voor Hinault's wil om te winnen uitriep: "Deze man is een das". Want hij begreep dat Hinault, net als dit dier, zijn prooi nooit losliet. 

## Belangrijkste prestaties en onderscheidingen

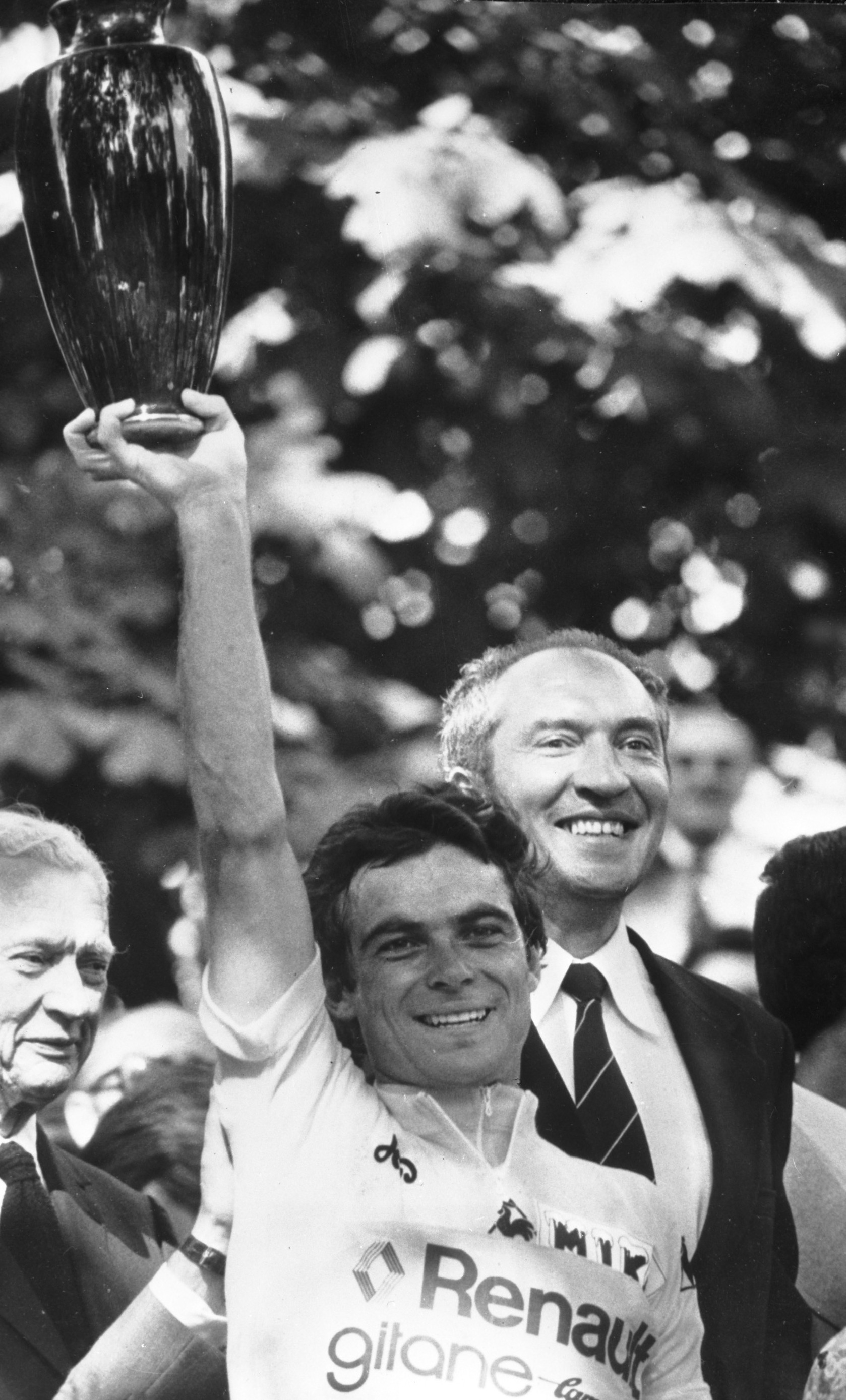
Bernard Hinault, Tour de France 1978

1975: 1e Circuit de la Sarthe, 2e Paris-Bourges, 2e GP Antibes, 3e GP Isbergues, 6e Tour de L'Oise, 6e Grand Prix des Nations, 7e Parijs-Nice, 1e Pernod Promotion, 4e Prestige Pernod, 57e Super Prestige Pernod
1976: 1e Circuit de la Sarthe, 3e Midi Libre, 10e Vierdaagse van Duinkerke, 1e Tour de l'Aude, 1e Tour d'Indre-et-Loire, 1e Ronde van de Limousin, 1e Paris-Camembert, 1e GP Schellenberg, 3e GP du Midi Libre, 4e GP Pino Cerami, 6e Wereldkampioenschappen op de weg, 6e Grand Prix des Nations, 10e Franse kampioenschappen op de weg, 12e Parijs-Nice, 5 criteriumoverwinningen, 1e Prestige Pernod
1977: 1e Gent-Wevelgem-Gent, 1e Luik-Bastenaken-Luik, 1e Grand Prix des Nations, 1e Dauphiné Liberé + 2 ritoverwinningen, 1e Tour du Limousin + 1 ritoverwinning, 2e Tour du Tarn, 2e Tour d'Indre-et-Loire + 1 ritoverwinning, 3e Parijs-Brussel, 3e Ronde Nivernaise, 4e Tour de l'Aude, 5e Parijs-Nice, 5e Parijs-Camembert, 6e GP Plouay, 6e Seillans-Draguignan, 7e GP du Midi Libre, 8e Wereldkampioenschappen op de weg, 10e GP Isbergues, 11e Franse kampioenschappen op de weg, 1e Prestige Pernod, 3e Super Prestige Pernod, 2 criteriumoverwinningen
1978: 1e Tour de France + 3 ritoverwinningen, 1e Ronde van Spanje + 5 ritoverwinningen, 1e Franse kampioenschappen op de weg, 1e Grand Prix des Nations, 1e Criterium National + 1 ritoverwinning, 2e Parijs-Nice, 2e GP Lausanne, 3e Ronde van Lombardije, 4e Tour du Lazio, 5e Wereldkampioenschappen op de weg, 9e Tour du Tarn, 1e Prestige Pernod, 2e Super Prestige Pernod, 11 criteriumoverwinningen, l'Equipe Sportman van het Jaar
1979: 1e Tour de France + 7 ritoverwinningen + Puntenklassement, 1e Ronde van Lombardije, 1e Waalse Pijl, 1e Grand Prix des Nations, 1e Dauphiné Liberé + 4 ritoverwinningen, 1e Tour de l'Oise, 1e Circuit de l'Indre, 1e * Boucles de l'Aulne, 2e Franse kampioenschappen op de weg, 2e Luik-Bastenaken-Luik, 2e Ronde van Luxemburg + 1 ritoverwinning + Puntenklassement + Bergklassement, 2e Criterium National, 3e Tour du Tarn, 3e Across Lausanne, 6e Etoile des Espoirs, 6e Parijs-Nice, 6e Paris-Tours, 7e Milaan-San Remo, 8e Gent-Wevelgem-Gent, 8e Grote Prijs van Wallonië, 10e Polymultipliee, 10e Grand Prix de Grasse, 21e Wereldkampioenschappen op de weg, 1e Prestige Pernod, 1e Super Prestige Pernod, 13 criteriumoverwinningen
1980: 1e World Road Race Championship, 1e Ronde van Italië + 1 ritoverwinning, 1e Luik-Bastenaken-Luik, 1e Ronde van Romandië, Tour de France 3 ritoverwinningen (uitgevallen wegens knieblessure), 2e Franse kampioenschappen op de weg, 2e Circuit de l'Aulne, 3e Waalse Pijl, 4e Parijs-Roubaix, 5e Amstel Gold Race, 5e GP Monaco, 7e Tour du Tarn, 7e Criterium National, 3e GP Cosne-sur-Loire, 1e Prestige Pernod, 1e Super Prestige Pernod, 10 criteriumoverwinningen
1981: 1e Tour de France + 5 ritoverwinningen, 1e Parijs-Roubaix, 1e Amstel Gold Race, 1e Dauphiné Liberé + 4 ritoverwinningen + Puntenklassement + Bergklassement, 1e Criterium International + 3 ritoverwinningen, 3e Wereldkampioenschappen op de weg, 3e GP Eddy Merckx, 3e Ronde van Corsica, 3e Circuit du Sud-Est, 4e Grand Prix des Nations, 4e Ronde van de Middellandse Zee, 10e Tour de l'Aude, 1e Prestige Pernod, 1e Super Prestige Pernod, 11 criteriumoverwinningen
1982: 1e Tour de France + 4 ritoverwinningen, 1e Ronde van Italië + 5 ritoverwinningen, 1e Ronde van Luxemburg + 1 ritoverwinning, 1e Grand Prix des Nations, 1e Tour de l'Armor, 1e Ronde van Corsica, 1e Criterium der Azen, 3e Tour de l'Aude, 4e Ronde van Romandië + 1 ritoverwinning, 6e Montjuich, 8e Criterium International, 9e Parijs-Roubaix, 10e Parijs-Brussel, 1e Prestige Pernod, 1e Super Prestige Pernod, 3 criteriumoverwinningen
1983: 1e Ronde van Spanje + 2 ritoverwinningen, 1e Waalse Pijl, 1e GP Pino Cerami, 5e Midi-Pyrénées, 12e Criterium International, 2e Prestige Pernod, 8e Super Prestige Pernod
1984: 1e Giro di Lombardia, 1e Vierdaagse van Duinkerke, 1e Grand Prix des Nations, 1e Trofee Baracchi (+ Francesco Moser), 2e Tour de France, 2e Dauphiné Liberé, 3e Parijs-Nice, 4e Kampioenschap van Zürich, 5e Tour de l'Armor, 7e Criterium International, 7e Circuit de l'Aulne, 8e GP du Midi Libre, 1e Franse kampioenschappen op de weg, 1e Prestige Pernod, 2e Super Prestige Pernod, 2 criteriumoverwinningen
1985: 1e Tour de France + 3 ritoverwinningen, 1e Ronde van Italië + 1 ritoverwinning, 1e Boucles de l'Aulne, 9e Criterium der Azen, 7e Trofee Baracchi (+ Greg LeMond), 9e Coors Classic + 2 ritoverwinningen, 2e Prestige Pernod, 4e Super Prestige Pernod, 2 criteriumoverwinningen
1986: 2e Tour de France + 3 ritoverwinningen + Bergklassement, 1e Coors Classic + 2 ritoverwinningen, 1e Tour Valencia, 1e GP Valencia, 1e Trophee Luis Puig, 6e Tour Midi-Pyrénées, 17e Super Prestige Pernod, 3 criteriumoverwinningen

## Overwinningen
1975
- Nationaal kampioen op de baan, achtervolging, Elite
- Eindklassement Ronde van de Sarthe

1976
- Nationaal kampioen op de baan, achtervolging, Elite
- Parijs-Camembert
- 3e etappe Ronde van de Sarthe
- Eindklassement Ronde van de Sarthe
- Eindklassement Tour de l'Aude
- 2e etappe (deel B) Ronde van Indre en Loire (tijdrit)
- Eindklassement Ronde van Indre en Loire
- Ronde van de Limousin

1977
- Luik-Bastenaken-Luik
- Gent-Wevelgem
- 2e etappe (deel B) Ronde van Indre en Loire
- 1e en 5e etappe Critérium du Dauphiné Libéré
- Eindklassement Critérium du Dauphiné Libéré
- Eindklassement Ronde van de Limousin
- GP des Nations

1978
- Frans kampioen op de weg, Elite
- Proloog, 11e, 12e, 14e en 18e etappe Ronde van Spanje
- Eindklassement Ronde van Spanje
- 8e, 15e en 20e etappe Ronde van Frankrijk
- Eindklassement Ronde van Frankrijk
- 3e etappe Criterium International
- Eindklassement Criterium International
- GP des Nations
- Boucles de l'Aulne
- Maël-Pestivien

1979
- Ronde van Lombardije
- Waalse Pijl
- 3e, 5e, 6e en 7e etappe Critérium du Dauphiné Libéré
- Eindklassement Critérium du Dauphiné Libéré
- 2e, 3e, 11e, 15e, 21e, 23e en 24e etappe Ronde van Frankrijk
- Eind- en puntenklassement Ronde van Frankrijk
- 3e etappe Ronde van Luxemburg
- 3e etappe Criterium International
- GP des Nations
- Circuit de l'Indrie
- Boucles de l'Aulne
- Ronde van Picardië
- Super Prestige Pernod

1980
- Wereldkampioen op de weg, Elite.
- Luik-Bastenaken-Luik
- 14e etappe Ronde van Italië
- Eindklassement Ronde van Italië
- Eindklassement Ronde van Romandië
- Proloog, 4e en 5e etappe Ronde van Frankrijk
- 3e etappe Criterium International
- Super Prestige Pernod
- Maël-Pestivien

1981
- Parijs-Roubaix
- Amstel Gold Race
- 4e, 5e, 6e en 7e etappe Critérium du Dauphiné Libéré
- Eindklassement Critérium du Dauphiné Libéré
- 1e, 2e en 3e etappe Criterium International
- Eindklassement Criterium International
- Proloog, 6e, 14e, 18e en 20e Ronde van Frankrijk
- Eindklassement Ronde van Frankrijk
- 1e etappe Ronde van de Middellandse Zee
- GP Aix en Provence
- Boucles de l'Aulne
- Super Prestige Pernod

1982
- 3e, 12e. 18e en 22e etappe Ronde van Italië
- Eindklassement Ronde van Italië
- Proloog, 14e, 19e en 21e etappe Ronde van Frankrijk
- Eindklassement Ronde van Frankrijk
- Klimmerstrofee
- GP des Nations
- 2e etappe Ronde van Luxemburg
- Eindklassement Ronde van Luxemburg
- 4e etappe Ronde van Romandië
- Azencriterium
- Eindklassement Tour d'Amorique
- 3e etappe Ronde van Corsica
- Eindklassement Ronde van Corsica
- GP La Marseillaise
- Route Adélie de Vitré
- Polynormande
- Super Prestige Pernod

1983
- Waalse Pijl
- GP Pino Cerami
- 15e en 17e etappe Ronde van Spanje
- Eindklassement Ronde van Spanje
- GP Pino Cerami

1984
- Ronde van Lombardije
- Trofeo Baracchi (met Francesco Moser)
- GP des Nations
- Proloog Ronde van Frankrijk
- Eindklassement Vierdaagse van Duinkerke
- 5e etappe Ronde van Valencia

1985
- 12e etappe Ronde van Italië
- Eindklassement Ronde van Italië
- Proloog en 8e etappe Ronde van Frankrijk
- Eindklassement Ronde van Frankrijk
- Boucles de l'Aulne

1986
- Trofeo Luis Puig
- Eindklassement Ronde van Valencia
- 9e, 18e en 20e etappe Ronde van Frankrijk
- Bergklassement Ronde van Frankrijk
- Proloog Vierdaagse van Duinkerke
- 9e en 14e etappe Coors Classic
- Eindklassement Coors Classic

## Resultaten in voornaamste wedstrijden
| Jaar | Ronde van Italië | Ronde van Frankrijk | Ronde van Spanje |
| ---- | ---------------- | ------------------- | ---------------- |
| 1975 |                  |                     |                  |
| 1976 |                  |                     |                  |
| 1977 |                  |                     |                  |
| 1978 |                  | ↑ (3)               | ↑ (5)            |
| 1979 |                  | ↑ (7)               |                  |
| 1980 | ↑ (1)            | opgave (3)          |                  |
| 1981 |                  | ↑ (5)               |                  |
| 1982 | ↑ (4)            | ↑ (4)               |                  |
| 1983 |                  |                     | ↑ (2)            |
| 1984 |                  | ↑ (1)               |                  |
| 1985 | ↑ (1)            | ↑ (2)               |                  |
| 1986 |                  | ↑ (3)               |                  |

| Jaar | Milaan-San Remo | Gent-Wevelgem | Ronde van Vlaanderen | Parijs-Roubaix | Amstel Gold Race | Luik-Bast.‑Luik | Ronde van Lombardije | Waalse Pijl | Parijs-Brussel | Bretagne Classic |  | WK op de weg |  | Wereldranglijsten |
| ---- | --------------- | ------------- | -------------------- | -------------- | ---------------- | --------------- | -------------------- | ----------- | -------------- | ---------------- |  | ------------ |  | ----------------- |
| 1975 | 54e             |               |                      |                |                  |                 |                      |             |                |                  |  |              |  | 56e (SPP)         |
| 1976 |                 |               |                      |                |                  |                 | 17e                  |             |                |                  |  | 6e           |  |                   |
| 1977 |                 | Goud          |                      |                |                  | ↑               |                      | 35e         | Brons          | 6e               |  | 8e           |  | (SPP)             |
| 1978 |                 |               | 11e                  | 13e            |                  |                 | ↑                    |             |                |                  |  | 5e           |  | (SPP)             |
| 1979 | 7e              | 8e            |                      | 11e            |                  | ↑               | ↑                    | ↑           |                |                  |  | 21e          |  | (SPP)             |
| 1980 |                 |               |                      | 4e             | 5e               | ↑               |                      | ↑           |                |                  |  | ↑            |  | (SPP)             |
| 1981 |                 | 42e           |                      | ↑              | ↑                | 18e             |                      | 42e         |                |                  |  | ↑            |  | (SPP)             |
| 1982 |                 |               |                      | 9e             |                  |                 |                      | 15e         | 10e            |                  |  |              |  | (SPP)             |
| 1983 |                 |               |                      |                |                  | 32e             |                      | ↑           |                |                  |  |              |  | 8e (SPP)          |
| 1984 |                 |               |                      |                |                  | 19e             | ↑                    | 19e         |                |                  |  |              |  | (SPP)             |
| 1985 |                 |               |                      |                |                  | 18e             |                      | 23e         |                |                  |  |              |  | 4e (SPP)          |
| 1986 |                 |               |                      |                |                  |                 |                      | 17e         |                |                  |  | 59e          |  | 16e (SPP)         |

## Trivia
- In de Tour de France van 1981 zou Hinault de dop van zijn drinkbus ingeslikt hebben.[2] Hinault ontkent dit echter.[3]
- Na de Luik-Bastenaken-Luik-editie van 1980, die Hinault won, hield hij tot op vandaag twee gevoelloze vingers over. Dit door de barre weersomstandigheden waarin deze wedstrijd werd gereden.[4]